# 미아 로즈 프램프턴
미아 로즈 프램프턴(Mia Rose Frampton, 1996년 3월 10일 ~ )은 미국의 배우이다. 아버지는 영국인 록 가수 피터 프램프턴이다.

## 출연작 목록
- 내 여자친구의 결혼식(2011) - 주얼리숍 꼬마 손님 역